# Institución Príncipe de Viana
La Institución Príncipe de Viana es un organismo cultural de la Comunidad Foral de Navarra creado en 1940 por la Diputación Foral de Navarra y que sigue vigente en la actualidad. 
Es la responsable de la conservación del patrimonio cultural de Navarra, así como de su difusión mediante la edición de publicaciones tales como la Revista Príncipe de Viana, Trabajos de Arqueología Navarra, Fontes Linguae Vasconum o Cuadernos de Etnología y Etnografía de Navarra.
Hay algunos autores que apuntan como «auténtico impulsor de la propia idea de fundar la entidad» a José María Lacarra, historiador navarro y primer secretario general de la institución.
A lo largo de su vida pasó de tener una presidencia y unos secretarios a adoptar en la actualidad la organización estructural de una dirección general de Cultura (o Educación y Cultura, según los períodos).

Dado que existe, como ya se ha indicado, una revista denominada igual, y editada por esta misma institución, es habitual para muchas personas confundir ambas entidades.

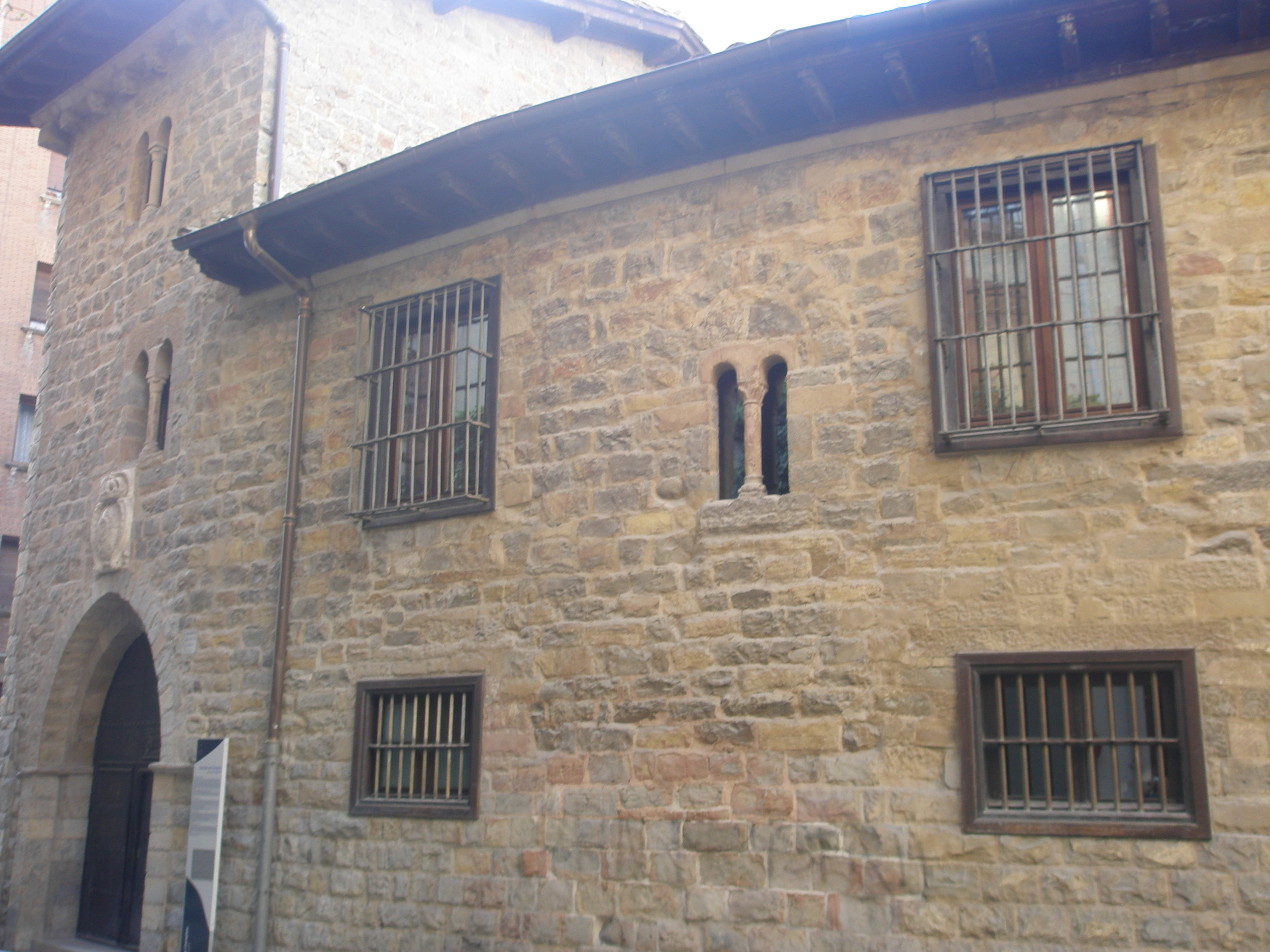
Primera sede desde su fundación en 1940 hasta el año 1993.

## Historia

### Fundación
Fue creada en 1940 por la Diputación Foral de Navarra como su órgano de gestión cultural. Es la continuación en el tiempo (y tras el paréntesis de la Guerra Civil Española) de la Comisión de Monumentos Históricos y Artísticos de Navarra, organismo encargado hasta entonces y constituido en cada provincia de España por iniciativa del Ministerio de la Gobernación en 1844.
Normalmente el director de la institución actúa como comisario provincial de Excavaciones Arqueológicas y delegado de Bellas Artes.
El nombre lo tomó del Príncipe de Viana, título creado en 1423 por el rey navarro Carlos III el Noble a favor de su nieto, Carlos de Trastámara y Evreux (1421-1461), persona con gran erudición e inquietud cultural, y su primer presidente fue Tomás Domínguez Arévalo (el conde de Rodezno), quien era vicepresidente de la Diputación Foral por aquel entonces y fue quien propuso su creación.
Desde su fundación hasta al menos 1993 su sede se situó en el mismo edificio, el de la Cámara de Comptos de Navarra en la calle Ansoleaga de Pamplona.

### Funciones
Las funciones principales:
- Restaurar, mantener y custodiar el patrimonio del Reino.
- Investigar, estudiar y fomentar su historia, derecho, literatura, costumbres y artesanía.
- Vulgarizar la cultura mediante publicaciones, bibliotecas, archivos, museos, cursos, conferencias y turismo.

| Presidente               | Época     |  | Secretario General             | Época     |
| ------------------------ | --------- |  | ------------------------------ | --------- |
| Tomás Domínguez Arévalo  | 1940-1948 |  | José María Lacarra y de Miguel | 1940-1944 |
| José María Arellano Igea | 1949-1952 |  | José Esteban Uranga Galdiano   | 1946-1973 |
| Miguel Gortari Errea     | 1952-1964 |  | José Esteban Uranga Galdiano   | 1946-1973 |
| Félix Huarte Goñi        | 1964-1971 |  | José Esteban Uranga Galdiano   | 1946-1973 |

| Directores                                 | Época     |
| ------------------------------------------ | --------- |
| Eladio Esparza Aguinaga                    | 1940-1955 |
| Manuel Iribarren Paternáin                 | 1957-1958 |
| José Esteban Uranga Galdiano               | 1958-1973 |
| Vicente Galbete Guerendiáin                | 1973-1979 |
| José María Yárnoz Orcoyen (interino)       | 1979-1980 |
| Fernando Redón Huici                       | 1980-1983 |
| Juan José Grau Lasheras (provisionalmente) | 1983-1984 |
| Javier Itúrbide Díaz                       | 1984-1986 |
| José María Romera Gutiérrez                | 1986-1991 |
| Francisco Javier Zubiaur Carreño           | 1991-1995 |
| Tomás Yerro Villanueva                     | 1995-1999 |
| Juan Ramón Corpas Mauleón                  | 1999-2003 |
| Camino Paredes Giraldo                     | 2003-2008 |
| Pedro Luis Lozano Úriz                     | 2008-2011 |
| Ana Zabalegui Reclusa                      | 2011-2015 |
| Fernando Pérez Gómez                       | 2015-2018 |
| Adoración López Jurio                      | 2018      |

### Trabajos realizados
Desde su creación, se han hecho realidad importantes proyectos de restauración de monumentos, museos, archivos históricos, promoción de artes escénicas y plásticas, y divulgación cultural a través de publicaciones y bibliotecas. Entre las principales actuaciones, destacaron la defensa y conservación del patrimonio histórico-artístico de Navarra.
Algunos ejemplos de los trabajos realizados son:
- Los trabajos llevados a cabo inmediato en Eunate, Noáin y claustros de Tudela y Los Arcos, estando restaurados para 1947.

- Otros trabajos han sido las catedrales de Tudela y Pamplona, el Palacio Real de Olite o los monasterios de Leyre e Iranzu; la conservación del patrimonio documental, la gestión del Sistema de Bibliotecas Públicas de Navarra formado por la sede central y 92 bibliotecas.

- También han realizado la creación de tres museos propios: el Museo de Navarra en 1956, el Museo Etnológico de Navarra Julio Caro Baroja en 1994 y el Museo del Carlismo en 2011. Además, en 2003 se abrió el Museo Jorge Oteiza tras la donación de la obra del artista guipuzcoano al pueblo navarro.

- Finalmente cabe destacar la recuperación de los esmaltes del retablo de San Miguel de Aralar, las excavaciones del poblado del Alto de la Cruz, en Cortes, así como el primer Catálogo Monumental de Navarra.

Durante el año 2015 se ha estado exponiendo por diversos lugares la exposición "La cultura, identidad de Navarra" con la finalidad de conmemorar el 75 aniversario de la Institución.

### Premio Príncipe de Viana
Con ocasión de su 50.º aniversario, en 1990, se creó el Premio Príncipe de Viana a la Cultura. Posteriormente se diversificó a otros ámbitos sociales. Así mismo comenzó entregándose en el monasterio de Leyre, para, ya en fechas recientes, ir cambiando de sede al Palacio Real de Olite o Viana.

## Actividades
Sus actividades fundamentales son cuatro: 
- La restauración de monumentos.
- Las investigaciones y excavaciones de yacimientos prehistóricos y romanos.
- La conservación y restauración de retablos y pinturas, así como la extracción de pinturas góticas murales.
- Las investigaciones históricas, aparte de la publicación de la revista de la Institución y otras diversas.

## Publicaciones

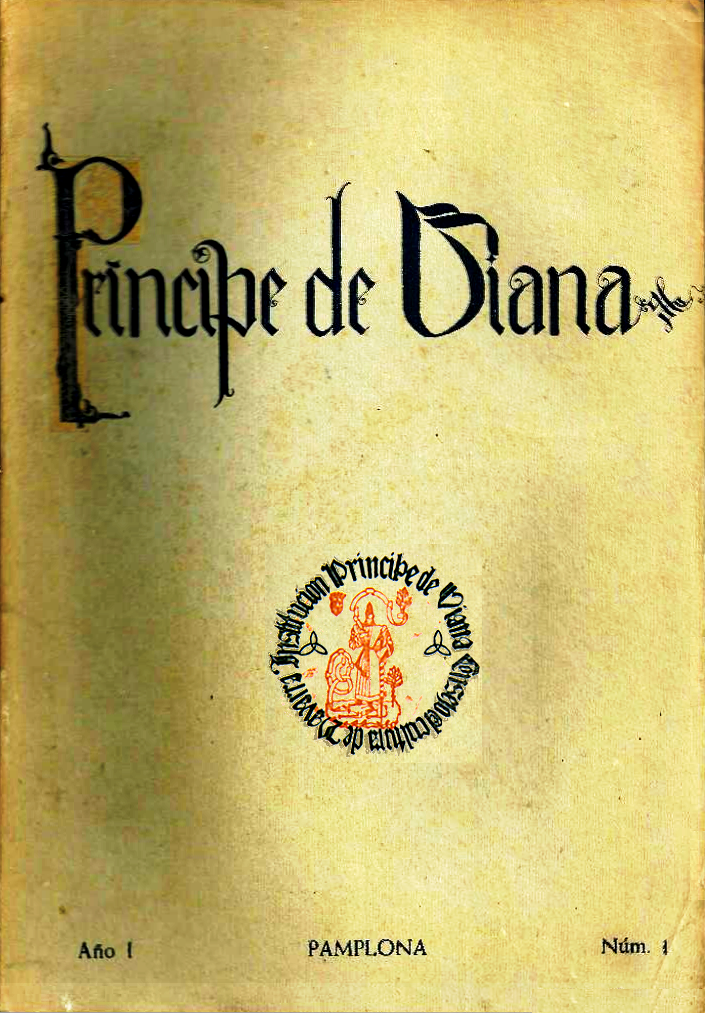
Portada del primer número de la revista

En un orden cronológico por su antigüedad, serían:
- Revista Príncipe de Viana, desde 1940, es el principal órgano de la institución, cuyo primer director fue Eladio Esparza. Es cuatrimestral (3 números al año).
- Navarra. Temas de Cultura Popular, desde 1967, impulsada por Jaime del Burgo y compuesta por cuatrocientos títulos dedicados a aspectos diversos de cultura, historia y etnografía. Las últimas reediciones se realizaron a finales del siglo XX y en la actualidad no hay continuidad.
- Cuadernos de Etnología y Etnografía de Navarra, desde 1969, bajo la dirección de José Esteban Uranga y el mandato de Miguel Javier Urmeneta, por recomendación Julio Caro Baroja y la colaboración de José Miguel de Barandiarán. Es anual y está dedicada a las ciencias sociales y a la antropología.[21]
- Fontes Linguae Vasconum, desde 1969. Actualmente es semestral (su frecuencia ha variado en numerosas ocasiones) y es una revista científica de lingüística y filología vasca.[22]
- Trabajos de Arqueología Navarra, desde 1979, es anual, y está dirigida a la comunidad científica.[23]

Además de las anteriores:
- Revista Príncipe de Viana. Suplemento de Ciencias.[24] Desde 1981, con carácter anual. En su primer número se justificaba su publicación al notarse un gran vacío en esta materia.[25]

### Versión digital

Licencia de uso de contenidos en sus revistas

- Biblioteca Navarra Digital. Véase Biblioteca General de Navarra para más información sobre este punto.
- Dialnet, además del website de la propia institución, contiene espejados muchos de los contenidos con herramientas de búsqueda y uso excelentes.[26]
- Centro de documentación de César Borgia, para algunos núemeros de los Cuadernos de Etnología y Etnografía de Navarra y las Fontes Linguae Vasconum
- Biblioteca Virtual de Miguel de Cervantes, para algunos números de los Trabajos de Arqueología Navarra.

### Licencia de uso (Open access)
Como se indica en cada una de ellas, la licencia de uso es la siguiente:
La Institución Príncipe de Viana facilita el acceso en línea sin restricciones a todos los contenidos de sus revistas desde el momento de su publicación, bajo una licencia de Creative Commons Reconocimiento-NoComercial 4.0 Internacional.